# Rio Boculundia
O Rio Boculundia é um rio da Romênia afluente do Rio Clopodia, localizado no distrito de Timiş.